# Attentato a Vittorio Emanuele III
L'attentato al re d'Italia Vittorio Emanuele III fu un atto terroristico dinamitardo avvenuto il 12 aprile 1928 in piazza Giulio Cesare, a Milano, durante la cerimonia di inaugurazione della IX edizione della Fiera Campionaria dedicata al decennale della vittoria della prima guerra mondiale: una bomba, piazzata nel basamento in ghisa di un lampione della piazza, esplose in mezzo alla folla accorsa per rendere omaggio al Re Vittorio Emanuele III ed assiepata intorno alla Fontana delle quattro stagioni, uccidendo all'istante quattordici persone e ferendone quaranta. Nei giorni successivi altre sei persone perirono in seguito alle ferite riportate.

## Storia
Le indagini svolte portarono al fermo e al successivo rilascio di numerose persone ma le effettive responsabilità non vennero mai individuate. Per la dinamica e la collocazione dell'ordigno, si è fatta l'ipotesi che l'attentato mirasse a compiere una strage di civili, come in effetti avvenne, più che a mirare effettivamente al re.
I funerali delle vittime si tennero domenica 15 aprile con una maestosa cerimonia nel duomo di Milano dal quale il corteo funebre si snodò fino al Famedio del Cimitero Monumentale.
Particolare commozione suscitò la vicenda della famiglia Ravera: rimasero infatti uccisi nell'attentato la madre: Natalina Monti in Ravera, il figlio Enrico di 3 anni ed i due nipoti, Gian Luigi di 5 anni e Rosina di 8 anni. Alla madre lo scultore Adolfo Wildt dedicò nel 1929 il celebre busto Madre Ravera e realizzò per la famiglia il Monumento Ravera presso il cimitero Monumentale di Milano, sul cui basamento è riportata la seguente iscrizione

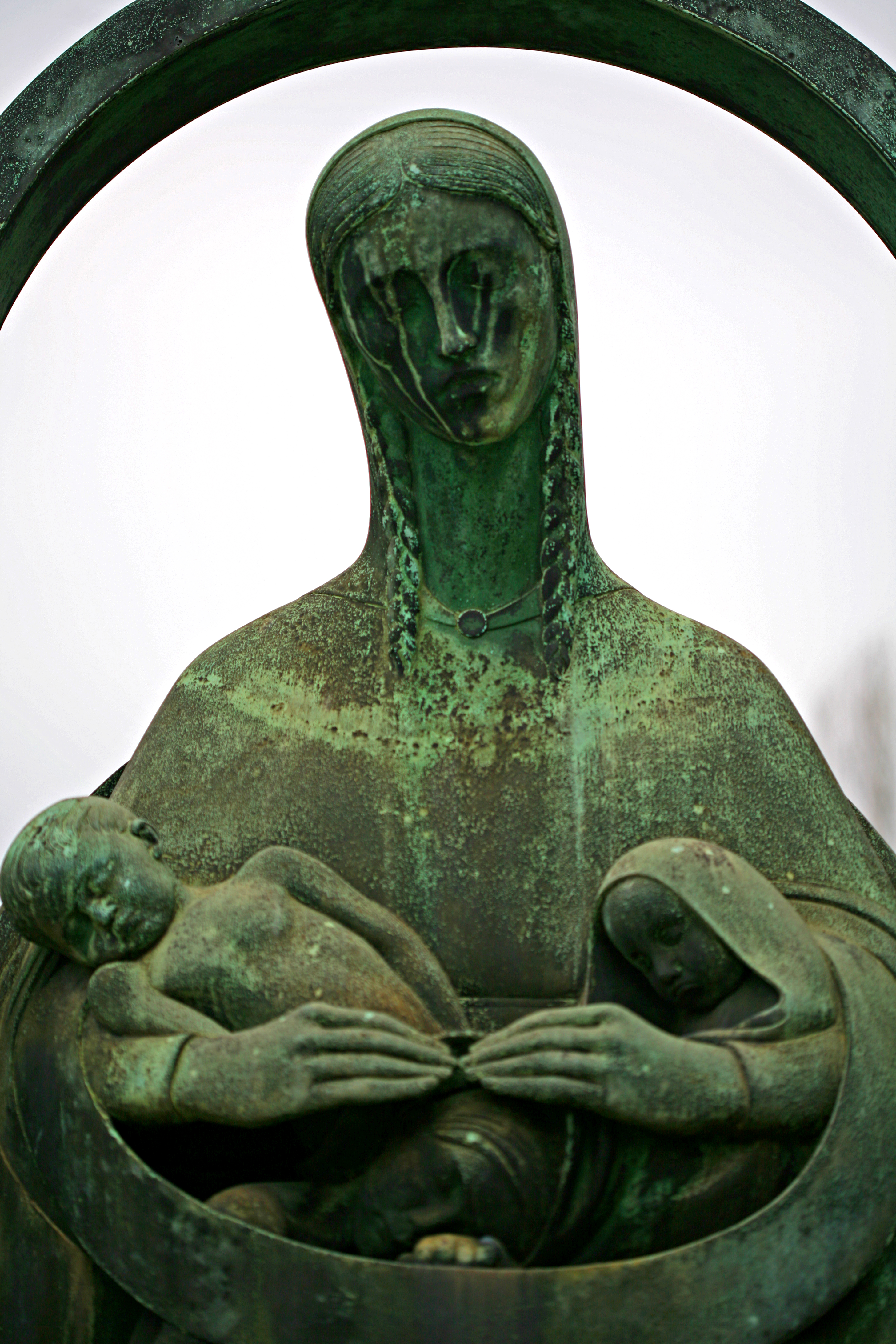
Monumento Ravera al Monumentale (A. Wildt)